# Вердон (Јужна Дакота)
Вердон (енгл. Verdon) град је у америчкој савезној држави Јужна Дакота.

## Демографија
По попису из 2010. године број становника је 5, што је 1 (-16,7%) становника мање него 2000. године.
| Група             | 2000.      | 2010.      |
| Белци             | 6 (100,0%) | 5 (100,0%) |
| Афроамериканци    | 0 (0,0%)   | 0 (0,0%)   |
| Азијати           | 0 (0,0%)   | 0 (0,0%)   |
| Хиспаноамериканци | 0 (0,0%)   | 0 (0,0%)   |
| Укупно            | 6          | 5          |